# Serendibite
La serendibite è un minerale.